# Суха (Братунац)
Суха (серб. Суха / Suha) — село в общине Братунац Республики Сербской Боснии и Герцеговины. Население составляет 410 человек по переписи 2013 года.